# Manolito Gafotas
Manolito Gafotas ist eine Reihe von Kinderromanen der spanischen Autorin Elvira Lindo. Sie erzählen die Abenteuer eines Jungen aus der Arbeiterklasse aus Carabanchel. Es gibt zwei Filme und eine Fernsehserie über Manolito Gafotas.

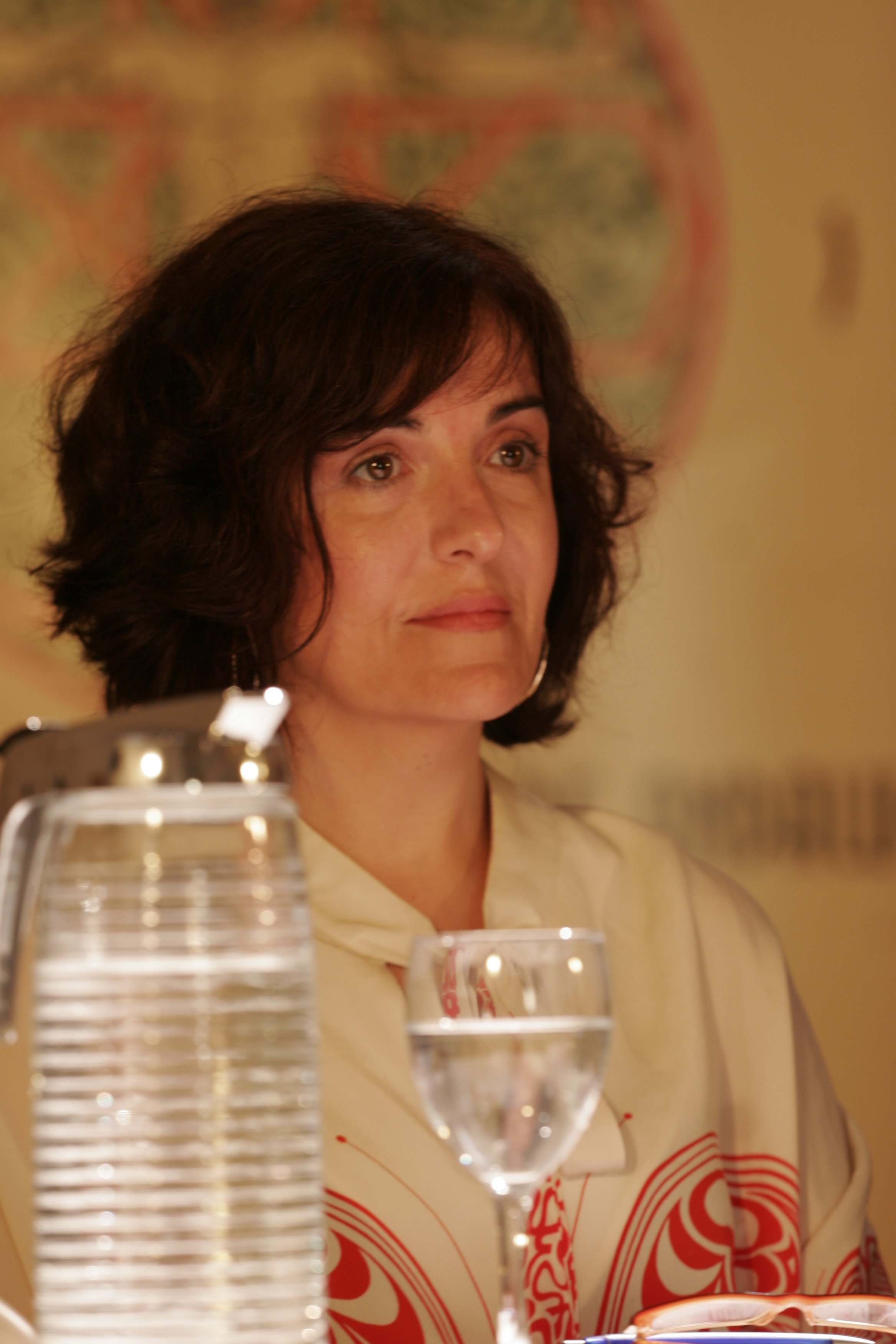
Autorin Elvira Lindo, 2007

Hauptperson ist Manolito Garcia, ein humorvoller, sympathischer Junge von zehn Jahren, der mit seiner Familie im Madrider Vorort Carabanchel lebt.

## Bücher
Deutsche Übersetzungen
- Manolito, 2000, ISBN 3-7817-1164-1
- Manolito und die Schmutzfußbande, 2001, ISBN 3-7817-1165-X
- Manolito, Was für ein super Typ!, 2002, ISBN 3-7817-1166-8

Original
- Manolito Gafotas (1994)
- ¡Cómo molo!: (otra de Manolito Gafotas) (1995)
- Pobre Manolito (1996)
- Los trapos sucios de Manolito Gafotas (1997)
- Manolito on the road (1998)
- Yo y el Imbécil (1999)
- Manolito tiene un secreto (2002)

## Film
- Manolito Gafotas, spanischer Film aus dem Jahre 1999. Regie Miguel Albaladejo. Preis Deutsches Kinderhilfswerk – Special Mention bei der Berlinale 2000.
- Manolito Gafotas, spanische Fernsehserie aus dem Jahre 2004. Regie Antonio Cuadri.